# Persone di nome Lucien
| Questa pagina contiene informazioni ricavate automaticamente dalle voci biografiche con l'ausilio del template Bio e di un bot. L'aggiornamento è periodico e automatico e ricostruisce completamente la pagina. Se manca una persona in questa lista, sei pregato di non aggiungerla, ma accertati piuttosto che la sua voce biografica contenga il template Bio e che i dati anagrafici siano correttamente compilati. Se il template Bio manca, inseriscilo tu stesso o, in alternativa, metti l'avviso {{tmp\|Bio}} che ne segnala la mancanza. Se i dati riportati sono sbagliati, correggi direttamente la voce biografica; le modifiche saranno visibili in questa lista entro pochi giorni. Per chiarimenti vedi il progetto antroponimi. La lista contiene solo le 117 persone che sono citate nell'enciclopedia e per le quali è stato implementato correttamente il template Bio. Pagina aggiornata al 22 lug 2025. |

Questa è una lista di persone presenti nell'enciclopedia che hanno il nome Lucien, suddivise per attività principale.

## Allenatori di calcio(3)
- Lucien Favre, allenatore di calcio e ex calciatore svizzero (Saint-Barthélemy, n. 1957)
- Lucien Leduc, allenatore di calcio e calciatore francese (Le Portel, n. 1918 - Annecy, † 2004)
- Lucien Muller, allenatore di calcio e ex calciatore francese (Bischwiller, n. 1934)

## Ammiragli(1)
- Lucien Marius Gustave Cayol, ammiraglio francese (Parigi, n. 1882 - Parigi, † 1975)

## Antropologi(1)
- Lucien Castaing-Taylor, antropologo britannico (Liverpool, n. 1966)

## Architetti(2)
- Lucien Douillard, architetto francese (Nantes, n. 1829 - Parigi, † 1888)
- Lucien Kroll, architetto e saggista belga (Bruxelles, n. 1927 - Bruxelles, † 2022)

## Artisti(1)
- Lucien Rudaux, artista e astronomo francese (Caudebec-lès-Elbeuf, n. 1874 - Parigi, † 1947)

## Attori(7)
- Lucien Bataille, attore francese (Lumbres, n. 1877 - Parigi, † 1953)
- Lucien Callamand, attore francese (Marsiglia, n. 1888 - Nizza, † 1968)
- Lucien Laviscount, attore britannico (Burnley, n. 1992)
- Lucien Littlefield, attore statunitense (San Antonio, n. 1895 - Hollywood, † 1960)
- Lucien Muratore, attore e tenore francese (Marsiglia, n. 1876 - Parigi, † 1954)
- Noël-Noël, attore francese (Parigi, n. 1897 - Nizza, † 1989)
- Lucien Prival, attore statunitense (New York, n. 1901 - Daly City, † 1994)

## Attori teatrali(1)
- Lucien Guitry, attore teatrale francese (Parigi, n. 1860 - Parigi, † 1925)

## Avvocati(1)
- Lucien Jottrand, avvocato e politico belga (Genappe, n. 1804 - Saint-Josse-ten-Noode, † 1877)

## Baritoni(1)
- Lucien Fugère, baritono francese (Parigi, n. 1848 - Parigi, † 1935)

## Bibliotecari(1)
- Lucien Herr, bibliotecario francese (Altkirch, n. 1864 - Parigi, † 1926)

## Botanici(2)
- Lucien Désiré Joseph Courchet, botanico francese (La Garde-Freinet, n. 1851 - † 1924)
- Lucien Louis Daniel, botanico francese (La Dorée, n. 1856 - Erquy, † 1940)

## Calciatori(16)
- Lucien Agoumé, calciatore francese (Yaoundé, n. 2002)
- Lucien Aubey, ex calciatore francese (Brazzaville, n. 1984)
- Lucien Cossou, ex calciatore francese (Marsiglia, n. 1936)
- Lucien Gamblin, calciatore e giornalista francese (Ivry-sur-Seine, n. 1890 - Parigi, † 1972)
- Lucien Hinge, calciatore vanuatuano (n. 1992)
- Lucien Huteau, calciatore francese (Parigi, n. 1878 - Ercuis, † 1975)
- Lucien Fils Ibara, ex calciatore congolese (Repubblica del Congo) (n. 1974)
- Lucien Jasseron, calciatore e allenatore di calcio francese (Saint-Leu, n. 1913 - Bron, † 1999)
- Lucien Kassi-Kouadio, calciatore ivoriano (Abidjan, n. 1963 - Abidjan, † 2024)
- Lucien Konter, calciatore lussemburghese (Beckerich, n. 1925 - Reus, † 1990)
- Lucien Laurent, calciatore francese (Saint-Maur-des-Fossés, n. 1907 - Besançon, † 2005)
- Lucien Letailleur, calciatore francese (n. 1885 - † 1957)
- Lucien Mettomo, ex calciatore camerunese (Douala, n. 1977)
- Lucien Owona, calciatore camerunese (Douala, n. 1990)
- Lucien Pasteur, calciatore svizzero (Ginevra, n. 1921 - † 1980)
- Lucien Troupel, calciatore e allenatore di calcio francese (Parigi, n. 1919 - Saint-Maur-des-Fossés, † 1993)

## Canottieri(1)
- Lucien Martinet, canottiere francese (Bourges, n. 1879 - Parigi, † 1903)

## Cantautori(1)
- Serge Gainsbourg, cantautore, attore e regista francese (Parigi, n. 1928 - Parigi, † 1991)

## Cestisti(5)
- Luc Longley, ex cestista e allenatore di pallacanestro australiano (Melbourne, n. 1969)
- Lucien Rebuffic, cestista francese (Bois-Colombes, n. 1921 - Caen, † 1997)
- Lucien Sedat, ex cestista francese (n. 1938)
- Lucien Thèze, cestista francese (Fère-Champenoise, n. 1913 - Romilly-sur-Seine, † 1999)
- Lucien Van Kersschaever, ex cestista e allenatore di pallacanestro belga (Blankenberge, n. 1939)

## Ciclisti su strada(17)
- Lucien Acou, ciclista su strada, pistard e dirigente sportivo belga (Wijnegem, n. 1921 - Jette, † 2016)
- Lucien Aimar, ex ciclista su strada e pistard francese (Hyères, n. 1941)
- Lucien Bouvet, ciclista su strada francese
- Lucien Buysse, ciclista su strada e pistard belga (Wontergem, n. 1892 - Deinze, † 1980)
- Lucien Itsweire, ciclista su strada francese (Herzeele, n. 1880 - † 1922)
- Lucien Lauk, ciclista su strada francese (Parigi, n. 1911 - Montfermeil, † 2001)
- Lucien Lazaridès, ciclista su strada greco (Atene, n. 1922 - Cannes, † 2005)
- Lucien Lesna, ciclista su strada e pistard francese (Le Locle, n. 1863 - Évreux, † 1932)
- Lucien Petit-Breton, ciclista su strada e pistard francese (Plessé, n. 1882 - Troyes, † 1917)
- Lucien Pothier, ciclista su strada francese (Cuy, n. 1883 - Troyes, † 1957)
- Eugène Prévost, ciclista su strada francese (Champdôtre, n. 1863 - Savigny-lès-Beaune, † 1961)
- Lucien Storme, ciclista su strada belga (Poperinge, n. 1916 - Siegburg, † 1945)
- Lucien Teisseire, ciclista su strada francese (Saint-Laurent-du-Var, n. 1919 - Douarnenez, † 2007)
- Lucien Tulot, ciclista su strada francese (Pierric, n. 1910 - Saint-Brieuc, † 1990)
- Lucien Van Impe, ex ciclista su strada e dirigente sportivo belga (Mere, n. 1946)
- Lucien Victor, ciclista su strada belga (n. 1931 - Sedan, † 1995)
- Lucien Vlaemynck, ciclista su strada belga (Izenberge, n. 1914 - Ledegem, † 1994)

## Compositori(1)
- Lucien Moraweck, compositore francese (Belfort, n. 1901 - San Diego, † 1973)

## Cuochi(1)
- Lucien Olivier, cuoco russo (Mosca, n. 1838 - Jalta, † 1883)

## Direttori della fotografia(3)
- Lucien Andriot, direttore della fotografia francese (Parigi, n. 1892 - Riverside County, † 1979)
- Lucien Ballard, direttore della fotografia statunitense (Miami, n. 1908 - Rancho Mirage, † 1988)
- Lucien Tainguy, direttore della fotografia francese (Parigi, n. 1881 - Baychester, † 1971)

## Disc jockey(1)
- Lucien Nicolet, disc jockey e produttore discografico svizzero (Montcherand, n. 1978)

## Entomologi(2)
- Lucien Berland, entomologo e aracnologo francese (Ay, n. 1888 - Versailles, † 1962)
- Lucien Chopard, entomologo francese (Parigi, n. 1885 - Parigi, † 1971)

## Filosofi(2)
- Lucien Lévy-Bruhl, filosofo, sociologo e antropologo francese (Parigi, n. 1857 - Parigi, † 1939)
- Lucien Sève, filosofo, attivista e insegnante francese (Chambéry, n. 1926 - Clamart, † 2020)

## Fotografi(1)
- Lucien Clergue, fotografo francese (Arles, n. 1934 - Nîmes, † 2014)

## Generali(2)
- Lucien Girier, generale e aviatore francese (Nancy, n. 1890 - Antibes, † 1967)
- Lucien Lizé, generale francese (Angers, n. 1864 - Galliera Veneta, † 1918)

## Genetisti(1)
- Lucien Cuénot, genetista e biologo francese (Parigi, n. 1866 - Nancy, † 1951)

## Giornalisti(1)
- Lucien Carr, giornalista statunitense (New York, n. 1925 - Washington, † 2005)

## Grammatici(1)
- Lucien Tesnière, grammatico e slavista francese (Mont-Saint-Aignan, n. 1893 - Montpellier, † 1954)

## Illustratori(1)
- Lucien Nortier, illustratore, disegnatore e sceneggiatore francese (Ermont, n. 1922 - Eaubonne, † 1994)

## Ingegneri(1)
- Lucien Servanty, ingegnere aeronautico francese (Parigi, n. 1909 - Blagnac, † 1973)

## Insegnanti(2)
- Lucien Botovasoa, insegnante malgascio (Vohipeno, n. 1908 - Manakara, † 1947)
- Lucien Goldmann, docente e sociologo rumeno (Bucarest, n. 1913 - Parigi, † 1970)

## Inventori(1)
- Lucien Vidi, inventore francese (Nantes, n. 1805 - Nantes, † 1866)

## Linguisti(1)
- Lucien Adam, linguista francese (Nancy, n. 1833 - Rennes, † 1918)

## Matematici(1)
- René de Possel, matematico francese (Marsiglia, n. 1905 - Clamart, † 1974)

## Medici(1)
- Lucien von Römer, medico, sessuologo e botanico olandese (Kampen, n. 1873 - Malang, † 1965)

## Militari(1)
- Lucien Conein, militare e agente segreto statunitense (Parigi, n. 1919 - Bethesda, † 1998)

## Naturalisti(1)
- Lucien Quélet, naturalista e micologo francese (Montécheroux, n. 1832 - Hérimoncourt, † 1899)

## Piloti automobilistici(1)
- Lucien Bianchi, pilota automobilistico e copilota di rally italiano (Milano, n. 1934 - Le Mans, † 1969)

## Pionieri dell'aviazione(1)
- Maurice Prévost, pioniere dell'aviazione e aviatore francese (Reims, n. 1887 - Neuilly-sur-Seine, † 1952)

## Pistard(2)
- Lucien Choury, pistard francese (n. 1898 - † 1987)
- Lucien Michard, pistard francese (Épinay-sur-Seine, n. 1903 - Aiguillon, † 1985)

## Pittori(4)
- Lucien Lévy-Dhurmer, pittore, scultore e ceramista francese (Algeri, n. 1865 - Le Vésinet, † 1953)
- Lucien Hector Monod, pittore e incisore francese (Parigi, n. 1867 - † 1957)
- Lucien Pissarro, pittore e incisore francese (Parigi, n. 1863 - Londra, † 1944)
- Lucien Simon, pittore francese (Parigi, n. 1861 - Combrit, † 1945)

## Politici(2)
- Lucien Blackwell, politico statunitense (Whitsett, n. 1931 - Filadelfia, † 2003)
- Lucien Bouchard, politico e avvocato canadese (Saint-Cœur-de-Marie, n. 1938)

## Presbiteri(1)
- Lucien Laberthonnière, prete, filosofo e teologo francese (Chazelet, n. 1860 - Parigi, † 1932)

## Produttori discografici(1)
- Lucien Morisse, produttore discografico francese (Parigi, n. 1929 - Parigi, † 1970)

## Pugili(1)
- Lou Brouillard, pugile canadese (Saint-Eugène, n. 1911 - † 1984)

## Registi(1)
- Lucien Nonguet, regista e sceneggiatore francese (Poitiers, n. 1869 - Fay-aux-Loges, † 1955)

## Sceneggiatori(1)
- Lucien Hubbard, sceneggiatore e produttore cinematografico statunitense (Fort Thomas, n. 1888 - Los Angeles, † 1971)

## Schermidori(2)
- Lucien Gaudin, schermidore francese (Arras, n. 1886 - Parigi, † 1934)
- Lucien Largé, schermidore francese (Parigi, n. 1874 - Saint-Maur-des-Fossés, † 1902)

## Scienziati(1)
- Lucien Gaulard, scienziato francese (n. 1850 - † 1888)

## Scrittori(3)
- Lucien Daudet, scrittore francese (Parigi, n. 1878 - Parigi, † 1946)
- Lucien Descaves, scrittore, giornalista e drammaturgo francese (Parigi, n. 1861 - Parigi, † 1949)
- Lucien Rebatet, scrittore e giornalista francese (Moras-en-Valloire, n. 1903 - Moras-en-Valloire, † 1972)

## Scultori(1)
- Lucien Wercollier, scultore lussemburghese (Lussemburgo, n. 1908 - Lussemburgo, † 2002)

## Storici(1)
- Lucien Febvre, storico francese (Nancy, n. 1878 - Saint-Amour, † 1956)

## Storici dell'arte(1)
- Lucien Golvin, storico dell'arte francese (Villebougis, n. 1908 - † 2002)

## Velisti(1)
- Lucien Baudrier, velista francese (Parigi, n. 1861 - Ermont, † 1930)

## Vescovi cattolici(1)
- Lucien Bernard Lacoste, vescovo cattolico e missionario francese (Navailles-Angos, n. 1905 - Chiang Mai, † 1989)

## Violinisti(1)
- Lucien Capet, violinista e compositore francese (Parigi, n. 1873 - Parigi, † 1928)

## Senza attività specificata(3)
- Lucien Guiguet, ex pentatleta francese (Cherchell, n. 1942)
- Lucien Koch, ex snowboarder svizzero (Wildhaus, n. 1996)
- Lucien Levy, ingegnere elettrico francese (Parigi, n. 1892 - Parigi, † 1965)